# Modèles cognitifs de la recherche d'information
Les modèles cognitifs de la recherche d'information sont des modèles informatiques comportementaux qui abordent la recherche d'information (RI) du point de vue des processus cognitifs à l'œuvre durant l'activité. Les modèles sont centrés soit sur l'utilisateur, soit sur l'interaction entre l'utilisateur et le système  (approche plus holistique). En cela, ces modèles se démarquent de l'approche initialement centrée sur le système, où la RI est considérée selon la capacité du système à rappeler, en fonction des termes d'une requête donnée, un nombre optimal de résultats ordonnés par degré de pertinence (Fmesure, modèle de Cranfield,).
Selon l'approche centrée utilisateur, la RI est avant tout vue comme une activité cognitive complexe. Elle entraine une forte charge mentale et de nombreuses étapes s’accompagnant d’incertitude et d’émotions contradictoires (Kuhlthau 1991), et ce, tant que le besoin informationnel n’est pas satisfait (Kuhlthau 1991 ; Belkin et al 1982; Taylor 1967). Le besoin informationnel, central à la RI, peut se manifester sous plusieurs formes selon le niveau de clarté : un état anormal des connaissances, un manque d'information, un problème. La RI est une démarche constructive dont le principe consiste à réduire l'incertitude cognitive initiale en satisfaisant le besoin informationnel. De plus, elle se déroule dans un contexte problématique marqué par la surcharge d'information, ce qui accroît la charge mentale.
Les modèles existants font état de plusieurs étapes itératives dans le processus. De nombreux chercheurs ont cherché à modéliser cette recherche d'information afin de produire des outils techniques d'aide à la RI, de meilleurs services d'information, ou d'améliorer l'apprentissage de la RI.
Si, dans les premiers temps, les chercheurs ne voyaient dans la RI qu’une question d’adéquation entre une demande et une offre, les modèles ont depuis beaucoup évolué. Les difficultés de la recherche d’information ne peuvent être résolues par la seule création d’interfaces "question-réponse" (modèle de conception dominant des systèmes d'information actuels) permettant à l’utilisateur de poser une question au système d’information, à charge pour celui-ci de retourner les documents pertinents. Le cheminement cognitif de l’utilisateur est dorénavant à considérer.
La recherche d’information est une activité qui peut être abordée selon plusieurs finalités. Elle peut être conçue comme une activité exploratoire, ou comme une résolution de problème.

## L’activité de RI comme activité exploratoire
Dans ce cadre cognitif, le modèle de Bates (1989) s’intéresse moins à la création d’un but et à la planification d’une tâche qu’au trajet réel qu’effectue une personne en activité de recherche. Ce modèle est appelé berrypicking, car il compare la recherche d’information à une cueillette de myrtilles et d’airelles dispersées dans les buissons. Lors d’une recherche d’information, la personne va consulter un premier document qui lui donnera éventuellement de nouvelles idées pour son travail. Un document peut conforter l’individu dans sa recherche, mais il peut aussi le distraire et l’amener dans une mauvaise direction, ou encore lui suggérer une autre approche, plus ou moins fine, plus ou moins complète du thème de sa recherche.

## L’activité de RI comme résolution de problème
Dans ce cadre le sujet est confronté à un problème : il lui manque de l’information pour réaliser une tâche. Cette tâche peut être prescrite par autrui (cas courant, à l’école, de l’exposé donné à des élèves par un professeur) ou par soi-même (je cherche les horaires de train pour me rendre dans telle ville). Le problème est considéré comme un processus cognitif qui commence lors d'une prise de conscience qu’il existe un manque d’information et s’achève lorsque ce problème est considéré comme résolu ou est abandonné. Pour passer de la première à la dernière étape plusieurs actions vont être mises en œuvre. Il faut entre autres se représenter clairement le but à atteindre puis un ensemble de sous-buts qui permettront d’atteindre cet objectif final. La recherche doit constamment être évaluée afin d’être certain que l’on ne s’écarte pas du but à atteindre ou qu’il est nécessaire de transformer celui-ci. Une des difficultés les plus importantes de l’activité de recherche c’est qu’elle appartient à la catégorie des problèmes mal définis. En effet, il existe deux catégories de problèmes, ceux qui n’admettent qu’une solution, avec un ou plusieurs chemins pour parvenir à celle-ci (exemple de la tour de Hanoï) et ceux qui n’ont pas de critères définis de réussite. À partir de quel moment suis-je certain que j’ai récolté assez d’information ?
La recherche d’information suppose une série d’étapes qui part de la compréhension d’un besoin d’information jusqu’au traitement de l’information trouvée.

### le modèle de Guthrie
Guthrie a le premier établi un modèle de l’activité cognitive lors de la recherche d’information. Cinq étapes ont été définies qui mènent de la formation d’un but au traitement de l’information. Tout d’abord la personne qui commence une activité de recherche forme un but et ce faisant il élabore une représentation de l'objectif à atteindre. Puis elle doit chercher la source d’information qui est censée lui apporter les réponses attendues et en extraire l’information. Enfin l’information est intégrée, c’est-à-dire qu’elle est reliée aux autres savoirs que possède le sujet. Ces étapes constituent un cycle car la personne peut reprendre les quatre premières étapes si l’information n’a pas été trouvée ou est insuffisante.
Ce modèle a depuis été critiqué dans le détail et d’autres propositions ont été faites pour définir les étapes de la RI, cependant le modèle général est encore largement accepté. Les changements concernent surtout le nombre d’étapes et l’organisation de celles-ci. Certaines adjonctions ont aussi pu être faites pour prendre en compte d’autres aspects de la RI.

### le modèle EST de Rouet et Tricot

#### Les processus de base
Le modèle EST (Évaluation, Sélection, Traitement) a été conçu par les chercheurs français Jean-François Rouet et André Tricot. Ce modèle se décline en trois étapes, ou modules, pour reprendre le terme utilisé par ces psychologues : Evaluation, Sélection, Traitement. Chacun de ses modules est divisible en plusieurs sous-tâches.
- L'évaluation : avant que la RI entre dans une phase active de consultations de documents et de prises de notes, il est nécessaire pour le sujet tout d’abord de comprendre la question posée, de se représenter les attentes de la personne qui pose le problème, de repérer les lieux et les sources d’information qui seront utiles et disponibles.

- La sélection : cette phase est multiforme. Elle comprend le processus qui va amener à choisir une source d’information plutôt qu’une autre, mais aussi la recherche dans le document grâce à des outils (index ou sommaire dans les ouvrages, menus déroulants sur une page web). Cette sélection peut-être exhaustive ou auto-terminative. Dans le premier cas toutes les sources sont examinées, dans le second la recherche s’arrête lorsqu’une réponse trouvée convient à l’utilisateur.

- Le traitement : lorsque la sélection est achevée, le sujet doit traiter l’information. Cela signifie qu’il doit lire, analyser, comprendre ce qu’il a trouvé et le rattacher à ses connaissances antérieures, ou l’éliminer.

Le cycle de la RI est donc le suivant :
Dans un premier temps il est nécessaire de se représenter le but à atteindre et d’établir un plan de recherche qui sera susceptible d’évoluer.
Ensuite dans la phase de sélection, il faut évaluer les ressources disponibles et sélectionner celle qui semble la plus adéquate.
Enfin le traitement se décompose en micro-processus (activités de lecture, analyse, compréhension), filtrage (sélection de l’information pertinente), intégration (si l’information lue est jugée acceptable, elle se rattache aux précédentes). Comme il s’agit d’un cycle de recherche, après le traitement revient l’évaluation. Si l’état de la solution est insuffisant, le cycle reprend, sinon il se termine.
Ce cycle dépend des connaissances disponibles qui vont intervenir tout au long du travail et des contraintes situationnelles, c’est–à-dire de l’environnement.

#### Les processus secondaires
Si l’évaluation, la sélection et le traitement constituent les processus de base de la RI, d’autres processus de gestion cognitive interviennent qui ont pour rôle de déclencher ou d’arrêter chacun de ces processus premiers. Rouet et Tricot distinguent trois processus secondaires : la planification, le contrôle et la régulation.
- La planification : Elle consiste à établir un plan qui permettra d’atteindre l’information utile. Ce plan de travail n’est pas figé car les processus de contrôle et de régulation sont susceptibles de le faire évoluer, mais il doit conserver une certaine stabilité car il a pour fin une adéquation entre la fin et les moyens.

- Le contrôle: Si la planification a pour but de proposer un plan de travail, le contrôle est une activité cognitive permettant de vérifier à chaque moment de la recherche si la tâche accomplie correspond au but établi. Ainsi le contrôle intervient lors de la sélection des sources d’information aussi bien qu’au moment de la lecture d’information sur une page. Ce qui est accompli est mis en regard du résultat attendu.

- La régulation: Lorsque des écarts entre l’activité et le but préétabli apparaissent, le sujet peut réguler ceux-ci. La sélection aussi bien que le traitement de l’information peuvent être amendés en cours de travail. Il est ainsi évident que si un document sélectionné n’apparaît pas utile, le sujet va l’éliminer sans se donner la peine de le lire. La régulation permet ainsi de compenser immédiatement des erreurs lors du traitement de l’information.

### le modèle ISP de Kuhlthau
Carol Kuhlthau, professeur émérite en sciences de l'information et communication à l'université de Rutger, établit en 1991 puis 1993 son modèle tridimensionnel que l'on a coutume de nommer le modèle ISP contraction d'"Information Seeking Process". L'originalité de ce modèle provient de ce qu'il intègre une dimension affective au processus, démontrant la dynamique corrélative existante entre l'incertitude cognitive et l'incertitude affective dont le besoin d'information est la manifestation initiale.
Pour ce faire, elle a recours aux théories qui fondent l'apprentissage et montre la parenté qui existe entre les processus cognitifs et affectifs d'apprentissage et ceux de la recherche d'information. Selon Kuhlthau, la recherche d'information implique une démarche de construction de connaissance à travers les étapes visant à satisfaire le besoin informationnel, lequel lui-même se définit et donc se construit au fur et à mesure. Cette assimilation de la recherche d'information au processus d'apprentissage permet aussi d'établir une similarité au niveau de l'affect et de ses manifestations qui se produisent tant dans les processus d'apprentissage que dans la recherche d'information. Kuhlthau démontre la dynamique complexe de la double incertitude cognitive et affective dont le processus de recherche d'information vise la réduction à travers la satisfaction du besoin d'information.
L'idée sous-jacente est que la satisfaction du besoin informationnel est acquis avec la réduction de cette incertitude. Les processus cognitifs de la recherche d'information et les stratégies physiques engagées visent la réduction de l'incertitude, cognitive et affective.

#### Les fondements théoriques de l'ISP de Kuhlthau
Selon Kuhlthau (1993, 15), les théories de l'apprentissage constructivistes, s'opposant au théories de type behavioriste, enrichissent la compréhension du processus de recherche d'information selon le point de vue de l'utilisateur. Plusieurs points communs émergent entre le processus de recherche d'information et le processus d'apprentissage: le rôle de l'information, l'existence de l'incertitude cognitive et affective, l'idée d'un processus destiné à construire de nouvelles connaissances personnelles ou à résoudre un problème.
L'ensemble des trois modèles démontrent que le processus d'apprentissage est une construction Dewey (1910), marquant la rupture avec les théories behavioristes de l'apprentissage, part du principe que l'éducation résulte d'un processus constructif fondé sur l'action et la réflexion. Selon Dewey, le processus réflexif se décompose en cinq phases, lesquelles sont ainsi nommées: suggestion, intellectualisation, hypothèse, raisonnement et mise à l'épreuve par l'action. Ces phases de réflexion font appel, bien que de manière non explicite, à trois dimensions indissociables: les pensées, les sentiments et les actions. Le doute est constitutif de la phase de suggestion. Enfin, Dewey définit le rôle de l'information comme étant ce qui permet à l'individu en phase d'apprentissage d'avoir des idées, d'inférer (Dewey 1910).
Bruner, en 1986, avance une théorie de l'apprentissage fondé sur le rôle central de la tâche d'interprétation. La construction se produit lorsque l'information est interprétée. L'interprétation est un processus très subjectif qui prend appui sur l'expérience passé des individus. Bruner propose un découpage en cinq phases de la tâche d'interprétation: la perception, la sélection, l'inférence, la prédiction et l'action (Bruner 1986, 45).
Kelly (1963, cité par Kuhlthau, 1991, 362; 1993, 19), sur lequel Kuhlthau appuie la dimension affective de son modèle (1991, 362), présente une théorie de la construction personnelle alliant aspect cognitif et affectif. Cette théorie issue de la psychologie suppose que l'individu tire du sens du monde qui l'entoure à partir de ses propres construits. La construction personnelle s'effectue par l'intégration de nouvelles informations en fonction de l'expérience de l'individu afin qu'il puisse anticiper les évènements prochains. Les anciens construits sont reconstruits à l'aune des nouveaux (Kelly 1963, 15 cité dans Kuhlthau 1993, 20). Ce processus de construction personnelle comporte cinq phases entremêlant aspects cognitifs et affectifs : confusion et doute, augmentation de la confusion et potentielle menace, tentative d'hypothèse, mise à l'épreuve et conclusion, reconstruction.
Ces théories ont le point commun de montrer les liens intrinsèques des sentiments, de l'action et de la pensée au sein d'un processus de construction des savoirs où la nouvelle information traitée joue un rôle prépondérant. Plus il y aura redondance d'information, plus la construction se fera solide, diminuant l'incertitude cognitive et affective (Kuhlthau 1991, 30).

#### Le modèle ISP
Elle détermine six phases consécutives, dans ce qu’elle nomme l’Information Search Process (ISP). Chacune des phases correspond à des états cognitifs, affectifs et physiques bien identifiés. Ce modèle a été formulé à la suite de l'étude longitudinale (sur 5 ans) du processus de recherche d'information nécessaire à la rédaction d'un travail de rédaction scientifique effectué par des étudiants universitaires. D'abord selon une méthodologie qualitative exploratoire, puis confirmée à l'aide d'une méthodologie quantitative sur un plus large échantillon.
Les phases sont les suivantes : initiation, sélection, exploration, formulation, collecte, présentation. Ces phases ne sont pas cloisonnées, dans la mesure où il est possible que le sujet réitère les phases adjacentes. Par exemple, il est très courant que l'on constate des « allées et venues » entre la phase d'exploration et celle de formulation, qui sont reconnues pour être les phases les plus critiques, en termes de charge mentale notamment (beaucoup d'information + construction incertaine du besoin d'information).
- l’initiation : c’est le début du processus. Le sujet est confronté à une tâche qui le place dans la situation où il doit chercher de nouvelles informations. Il est souvent dans le doute et la première tâche souvent est le passage de la question « que veut-on de moi ? » à « Que sais-je et qu’ai-je besoin de savoir ? »

- la sélection : c’est à ce moment du processus que se fait l’identification d’une zone générale de recherche. Les élèves sont souvent alors optimistes, d’autant plus qu’ils réussissent cette tâche. Si le travail est collectif, si toute la classe est en phase de recherche, les élèves en retard risquent de passer de l’optimisme à l’anxiété.

- l’exploration : Lorsque le sujet général est cerné, il est nécessaire de chercher et de lire toutes sortes d’informations sur ce thème sans que cela nécessite une sélection. Or, les élèves souvent confondent ces deux étapes. De là une perte de confiance en soi et en ses capacités. Ne trouvant pas ce qu’ils cherchent les élèves se sentent perdus. Toutefois, la confiance revient progressivement durant le temps de la recherche. Une exploration réussie suppose de lire de nombreux documents et de noter seulement quelques idées et questions auxquelles des réponses seront trouvées lors de la phase de la collection. Or, comme les deux phases sont souvent confondues cela amène les élèves à copier de nombreux documents et en utilisant l’ordinateur à se contenter d’un copier-coller.

- la formulation : elle consiste, à partir des informations trouvées, à affiner sa recherche. Grâce à l’ensemble des documents parcourus, une idée précise du travail demandé se forme. Une idée directrice de ce qui sera le travail rendu émerge, et autour de cette idée la collecte d’information va s’organiser. Cette étape est selon Kuhlthau est la plus importante conceptuellement. Durant la formulation les élèves sont activement engagés à utiliser l’information pour créer un sens qui comprend la pensée, la réflexion, l’interprétation, la connexion et l’extension.

- la collecte : il s'agît de la recherche d’information proprement dite qui est éclairée par la formulation du problème. Le plan du travail est mis au point, il s’agit de trouver dans les documents les réponses aux questions soulevées. Éventuellement, le plan va évoluer avec l’apport de nouvelles informations. Du point de vue des sentiments, on note un accroissement de la confiance puisque chaque recherche a un but précis et entraîne une réussite.

- la présentation : c'est la dernière étape de la recherche, qui est l’écriture finale du travail à rendre. La recherche d’information est achevée. Il s’agit alors de mettre au propre les notes et les brouillons.

Selon la thèse de Kuhlthau, d’une manière générale le sujet lors d’une RI passe de l’incertitude à la sérénité, à la condition, bien sûr, que le travail progresse correctement et que les informations trouvées le satisfassent.
Ce modèle permet de comprendre certains comportements d’usagers, et particulièrement d'étudiants lesquels ne sont pas des experts en recherche d'information.

### Le modèle TIMS de Dillon
Si le modèle de base est souvent celui proposé par Guthrie, d’autres chercheurs plutôt que de vouloir l’approfondir ou le corriger ont proposé une approche totalement différente, au sens où le caractère séquentiel de la recherche d’information est abandonné au profit d’une description des composantes de l’activité de recherche. C’est le cas du modèle initié par Dillon nommé « cadre TIMS ».
Ce modèle insiste sur une description des types d’habilité nécessaires lors d’une RI. Un individu lors d’une recherche convoquera telle ou telle composante. Pour chacune d’entre elles, le niveau d’expertise peut différer. Ainsi une personne pourra réussir à lire un texte (quatrième composante) mais avoir des difficultés à gérer la tâche de recherche (première composante).
Les quatre composantes sont :
La gestion de la tâche (Task model) : Il s’agit de la formation du but de recherche et des choix faits lors du traitement de l’information (quel est le but général ? Quel type d’information me servira pour atteindre ce but ?). Pendant la RI, ce but pourra subir des évolutions.
Le modèle d’information (Information model) : Avant de chercher l’information utile dans un document, l’utilisateur a déjà des a priori, des représentations concernant la structure du document (structure au sens " formel " et au sens " rhétorique "). Selon la structure, le travail cognitif sera différent.
Les habiletés à manipuler le système d’information (Manipulation facilities and Skills) : Pour trouver de l’information, l’utilisateur doit manipuler physiquement le support d’information. Dans le cas du livre, ce pourra être le fait de tenir deux pages en même temps (les habiletés possibles pour ce type d’objet sont cependant limitées), dans le cas du document électronique, cela concernera l’habileté à naviguer dans un site et même dans une page affichée à l’écran.
L’activité de lecture (Standard Reading Processor) : Classiquement il s’agit des compétences utiles lors d’une activité de lecture (de la compréhension des mots jusqu’à la capacité d’extraire de l’information à partir d’un texte construit).
Il ne s’agit pas d’un processus de recherche mais toutes ces composantes interagissent pratiquement en même temps et ce dans un contexte précis. Tous les éléments ne sont pas constamment utilisés mais le passage de l’un à l’autre ne suit pas un ordre défini et se fait très rapidement selon le moment de la recherche.
La rapidité et la nature répétitive de l’interaction entre ces éléments sont probablement telles qu’il serait difficile de prouver empiriquement quelle est la direction du flot d’information (Andrew Dillon). D’après Dillon les liens entre chaque composante coexistent plus qu’ils ne se suivent.